# Llano Grande (Herrera)
Llano Grande es un corregimiento del distrito de Ocú en la provincia de Herrera, República de Panamá. La población tiene 1.062 habitantes (2010).